# 動物園

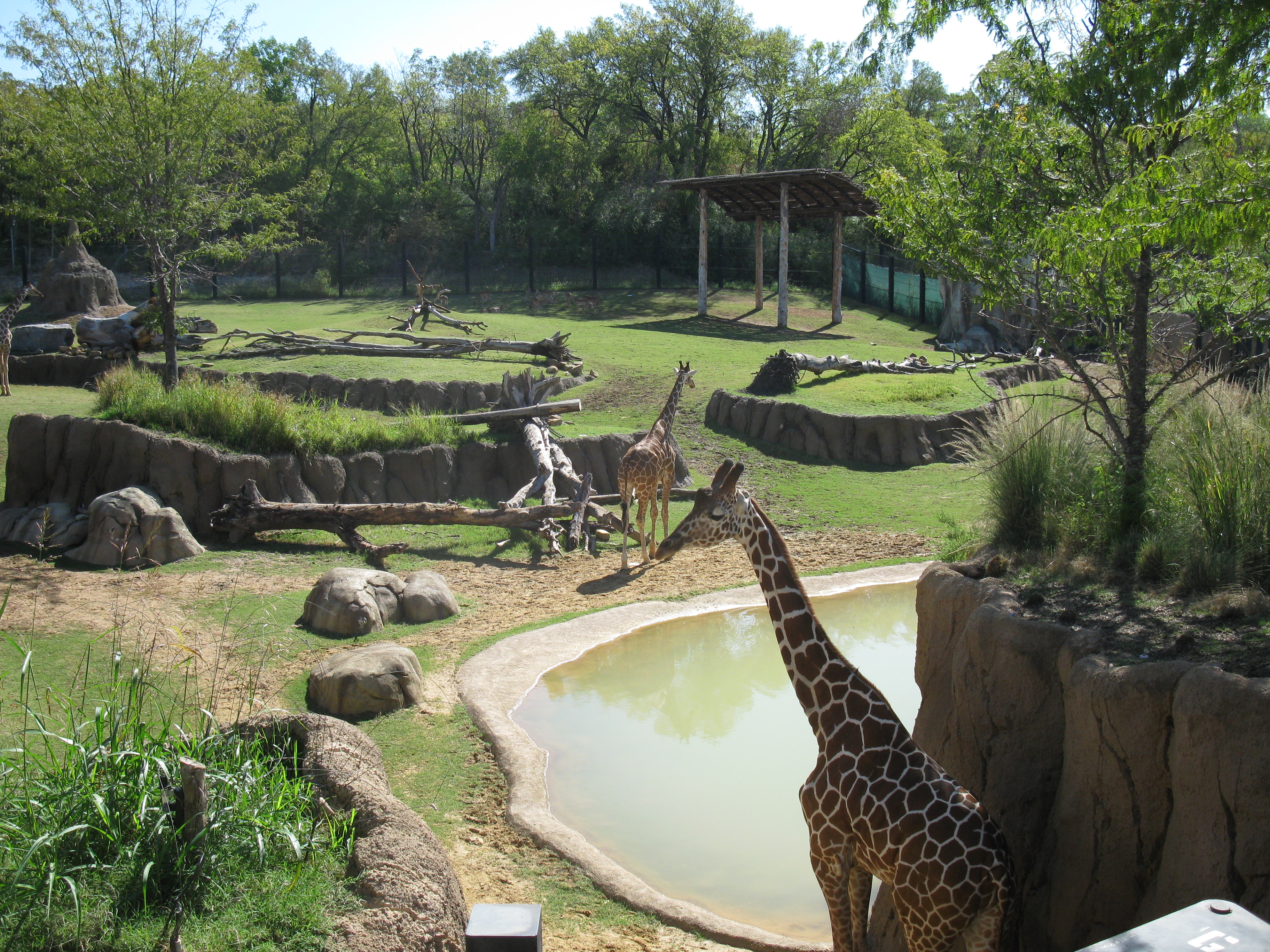
美國德州達拉斯動物園

動物園或動物(學)公園是指把一些野生或外來動物放於圍欄之類的地方內，供公眾觀賞的地方設施。發展到現代，動物園的規範與對專業的要求也漸趨嚴苛，除了需要能教育大眾之外，大多還同時具有保育機構的功能。
世界上很多大城市都有動物園，而動物園主要是用來吸引遊客的。在美國和加拿大，每年都有超過一億三千五百萬的人士參觀動物園，但不少的動物園都虧本經營，因此總要想辦法去節省開支。很多的非營利動物園，尤其是以保育生物學、教育和生物學研究為目標開設的，都是倚賴公共資金來維持。而動物學公園一詞是指生物學範疇的動物學。這詞語最初出於1828年的「倫敦動物學公園」（London Zoological Gardens），後來被倫敦人縮寫為“zoo”。

## 目標
現時很多非營利和熱心的動物園，他們做的不只是提供野生動物給大眾觀賞和娛樂，而是同時有瀕危動物的保育生物學，教育和生物學研究。這些團體想透過保護活動，例如飼養瀕危動物，來保持地球上生物的多樣性 。
1993年，世界動物園暨水族館協會推出了其首個保育政策，並在2004年11月實行了新的政策，他們制定了21世紀動物園的目標和任務。
瀕危動物的繁殖任務是由相關的繁殖計畫一同協辦的，而這些計畫包括了國際物種系譜和協調者（這些協調者會用全球性或地區性的觀點去評估各別的動物和相關團體）。現在在不同地區也有一些保護瀕臨絕種動物的計畫：
- 美洲：物種存續計畫（Species Survival Plans SSP） (American Zoo and Aquarium Association AZA （页面存档备份，存于）, Canadian Association of Zoos and Aquariums （页面存档备份，存于））
- 歐洲：歐洲瀕危物種計劃（European Endangered Species Program EEP） (European Association of Zoos and Aquaria （页面存档备份，存于））
- 澳大拉西亞：澳大拉西亞區域物種管理計畫（Australasian Species Management Program ASMP，Australasian Regional *Association of Zoological Parks and Aquaria ARAZPA）
- 非洲：非洲保護計畫（African Preservation Program APP，非洲動物園暨水族族館協會African Association of Zoological Gardens and Aquaria PAAZAB）
- 日本：日本動物園水族館協会保育活動（Conservation activities of Japanese Association of Zoos and Aquariums JAZA）
- 南亞：南亞動物園區域協會保育活動（Conservation activities of South Asian Zoo Association for Regional Cooperation SAZARC）
- 東南亞：東南亞動物園協會保育活動（Conservation activities of South East Asian Zoo Association SEAZA）

## 歷史

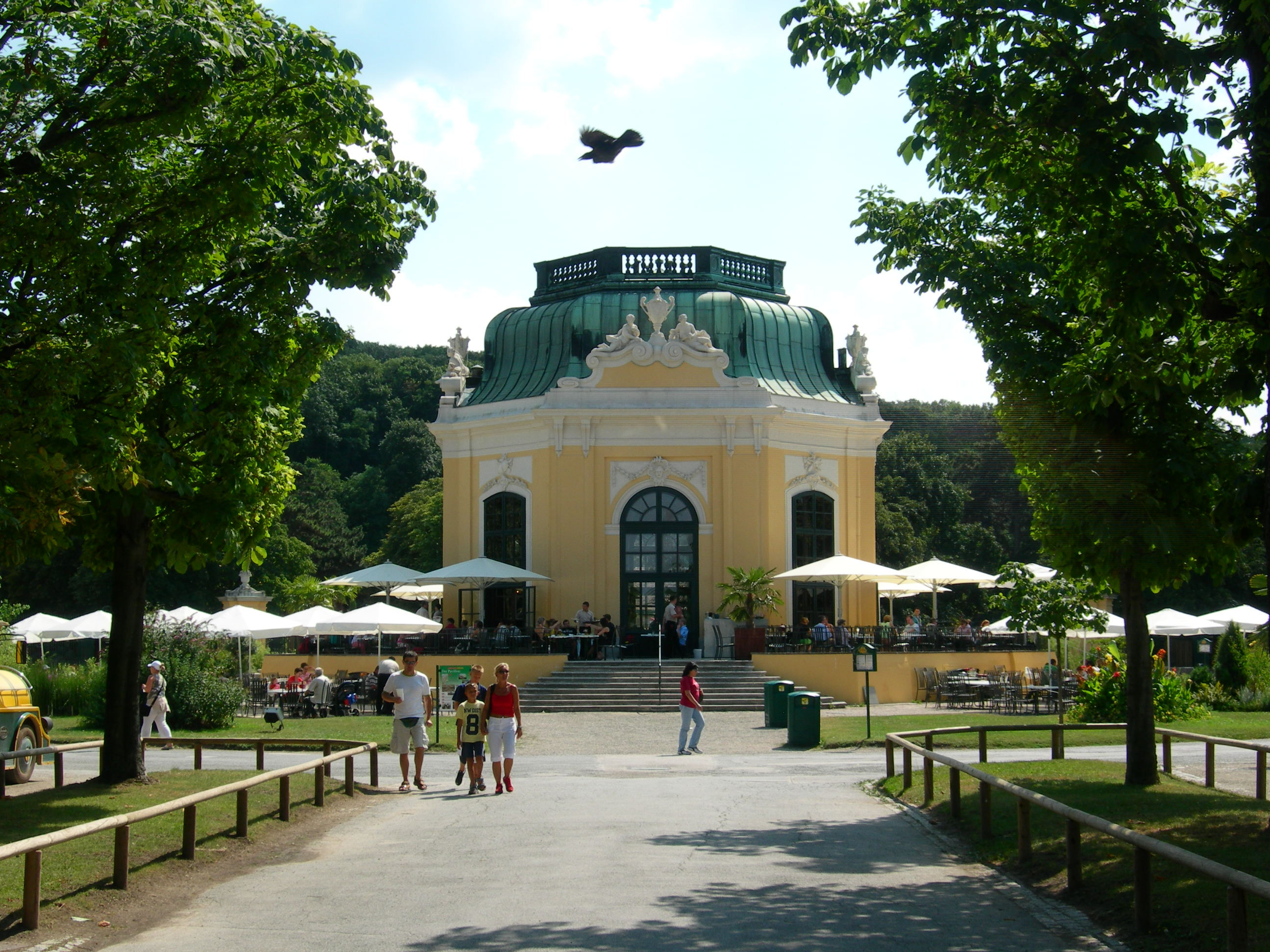
奧地利維也納動物園

動物學公園是源自中世紀起歷史悠久的動物展覽（menagerie）。而現存最久歷史的動物園是奧地利的「維也納動物園」〔Vienna Zoo〕，它演變自以前的皇家動物展覽館，是哈布斯堡王朝於1752年建成的。
第一個為科學和教育用途的動物園是1794年於巴黎興建的「Ménagerie du Jardin des Plantes」。倫敦動物學會（Zoological Society of London）的成立者和會員採用了早期巴黎動物園的構思來成立1828年的「倫敦動物園」。

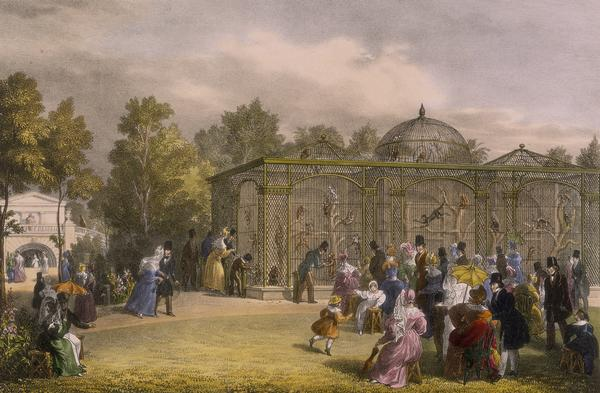
1835年倫敦動物園的猴子屋

「倫敦動物園」的成功令世界各地也開始相繼建立動物園。澳洲的首個動物園是於1860年成立的「墨爾本動物園」（Melbourne Zoo）。同年美國也於紐約市建立了其國家首個對外開放的動物園——中央公園動物園（Central Park Zoo）。其實早於1859年，費城動物學會（Philadelphia Zoological Society）已計畫興建動物學公園，但因美國內戰關係而被推延了。
1970年代起，由於大眾開始關注生態學，部分動物園開始考慮以保護動物為其主要任務。並由澤西動物園（Jersey Zoo）的傑洛德·杜瑞爾（Gerald Durrell），布魯克菲爾德動物園的George Rabb，和布朗克斯动物园的威廉·康威（William Conway）帶領會議。由於這樣，動物園的相關專業人士開始關注和參與生物保護計畫和动物园和水族馆协会，不久更將此變成最優先的計畫

。

## 外觀
多數動物園都會把動物放置於類似牠們自然棲息地的圍欄內的地方生活。而現在很多動物園也有特別的設施給夜間活動的動物，例如在白天用暗淡的照明系統，因此在遊客參觀時，該動物能活動，並於晚間開光亮的照明使其有休息時間。另外也會為在特別環境生活的動物製作特定的氣候環境，例如企鵝。另外也有為鳥類、昆蟲、魚類和其他水中生活的動物設立的特別環境。

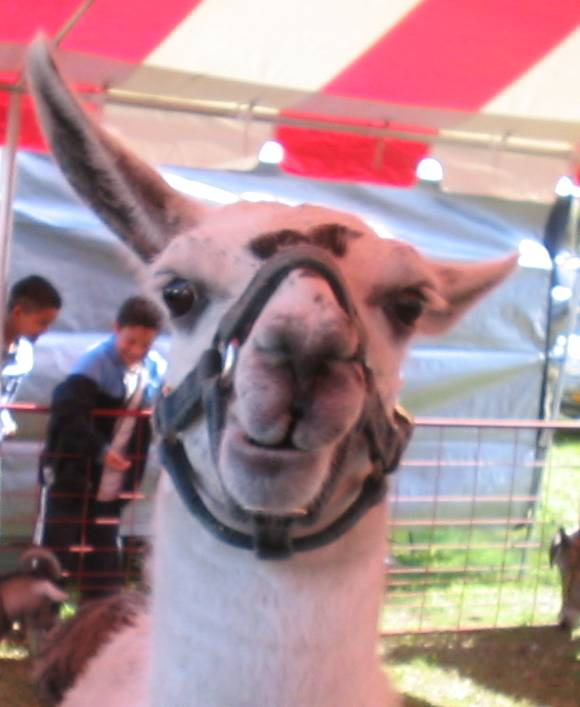
佛羅里達州的寵物動物園

寵物動物園（petting zoo），也稱為「兒童農場」或「兒童動物園」，裡面包括一些家養動物和較溫馴的野生動物，可以讓兒童觸摸和餵哺牠們，因此這些寵物動物園都很受小朋友歡迎。為確保動物的健康，這裡供餵哺的食物都是由動物園提供，而這些食物可以在動物園裡的特定自動販賣機或自助機台（kiosk）買到。除獨立的寵物動物園的外，現在很多一般動物園裡都附設寵物動物園。
此外，很多動物園都有徒步穿越的展覽，那裡遊客可以進入一些非攻擊性動物的圍欄內，像狐猴、狨猴、鳥類、蜥蜴和海龜等。但動物園一般會再要求遊客遵從園內的規則，以免發生意外。

## 對動物園的批評

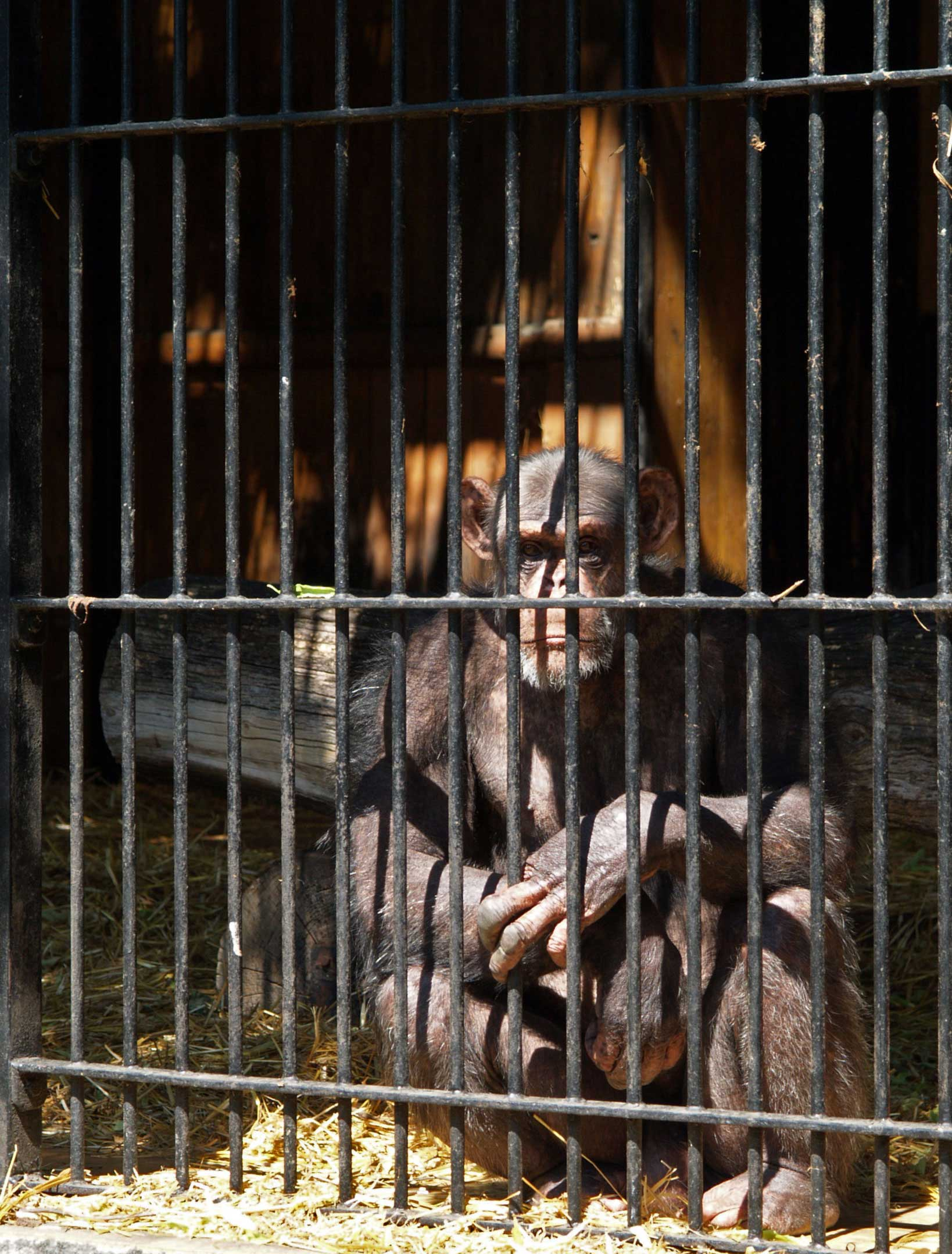
華沙動物園裡的黑猩猩

在新帝國主義時期，原住民有時會被和動物一起關在籠裡去用來展示和支持科學種族主義的論點。1906年，社會名流以及業餘人類學家麦迪逊·格兰特，紐約動物學會（New York Zoological Society）的首長，就把來自剛果的侏儒澳塔·本嘎放在紐約市的布朗克斯動物園裡猿和其他動物旁邊一起展示給遊客看，作為是猩猩和白人進化中的過渡動物的例子。這現象被認為是「人類動物園」，並持續到第一次世界大戰後。因此於1931年，人類也在巴黎的殖民展覽被關在籠裡作展示。此外，1958年布魯塞爾世界博覽會也展示了一個「剛果村落」（Congolese village）。
近年，很多動物權利的活動分子都不贊成動物園的開設，因為他們認為動物園只是讓人類控制同等生物，並批評其教育價值膚淺和沒用。
而動物福利組織基本上不反對動物園的存在，但他們也經常指出把動物放置於非自然或其他受爭議條件的人類環境的問題，例如在狹小籠裡。確實地，某些動物園會把動物置於一些不能接受的環境下，尤其是那些商業為主或缺乏金錢的動物園。當看到一些典型行為模式例如踱步，搖擺或搖動，代表動物正因為不適當的環境感到痛苦。比如經常地左右擺頭，或前後搖動表示牠們感到不舒服。
多數大型非營利和熱心的團體，例如有天然資源保護論者，或以教育或科學為方向的為主的動物園，儘管知道要根據一些特別物種的動物福利去製作可接受和大型的人造環境仍然有困難（例如海豚和其他鯨），但他們都盡力去改善動物在動物園的居住環境。

## 特別動物園和相關機構

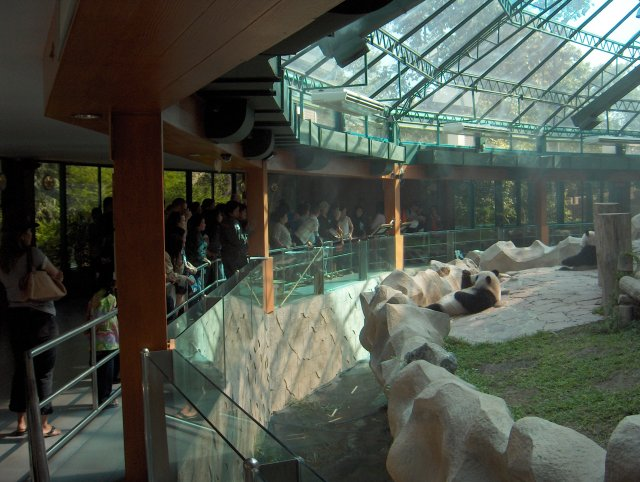
清邁動物園的熊貓圈地

相對於一般展示全世界動物群的典型動物園，有些動物園集中於某些地理方面的地區，例如生活於水中的動物，或把動物用不同方式展示給遊客觀看。而部份這些團體，前身多數為主題公園，並用動物來作為娛樂元素。

### 野生動物公園
野生動物公園一般大於典型的動物園。首個這新類型動物公園是1931年開放於英國貝都福的惠普斯奈德动物园。這公園屬於倫敦動物學會，動物公園覆蓋六百英畝（2.4平方公里），並是現在歐洲最大的野生保護公園，那裡的動物住在相當大的地方內。另外自1970年代早期，一塊位於聖地牙哥附近的帕斯誇爾谷（Pasqual Valley）的1,800英畝的土地（7平方公里）也被計畫建為新動物園聖地牙哥野生動物園，這公園是由聖地牙哥動物學會經營。另一個可以和這動物園比較的野生動物園是位於澳洲墨爾本的Werribee Open Range Zoo（Werribee Open Range Zoo），他們把動物展示於一個野生開放的大草原上，這個500英畝的野生動物園由管理墨爾本动物园的動物學公園以及圓林會（Zoological Parks and Gardens Board）同時管理。

### 公共水族館

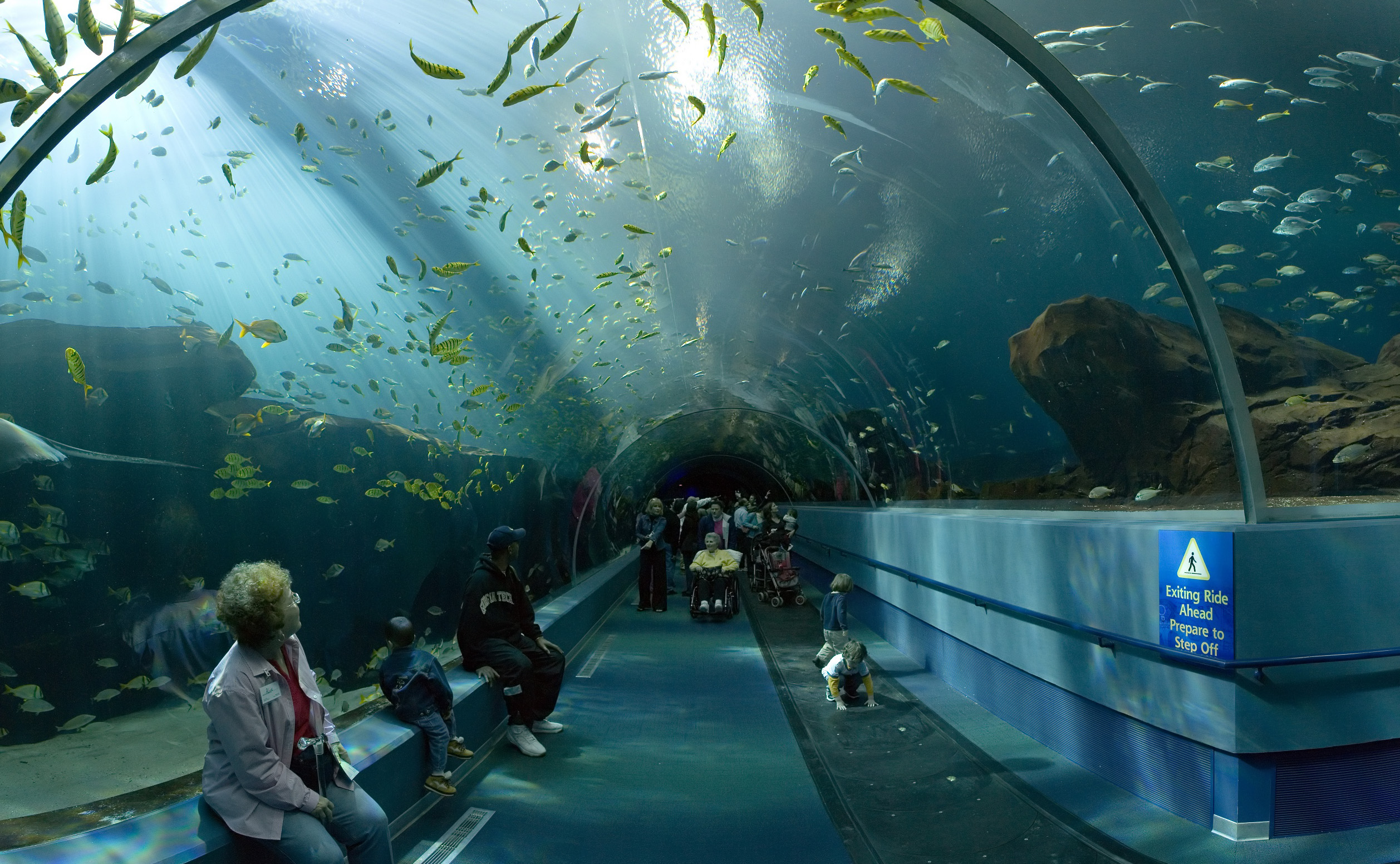
佐治亚州水族館的「海洋航行者隧道」

首個公共水族館是於1853年的倫敦動物園內。接著在1853年至1899年期間，歐洲也逐續建了一些水族館（例如1859年在巴黎的、1864年和1868年在漢堡的、1869年在柏林的、1872年在布萊頓的）以及美國（波士頓1859年的、華盛頓1873年的、1894年的、紐約1896年的）。在2005年，非營利的喬治亞水族館，可容立超過8百萬美製加侖（約30,000立方米）海水，和超過十萬隻動物和五百種不同物種，開放於喬治亞州的亞特蘭大，這水族館著名的展示品包括鯨鯊和白鯨。

### 動物主題公園
動物主題公園是結合自主題公園和動物園，主要為娛樂和商業目的。美國受歡迎的有海洋哺乳類動物公園，例如海洋世界（SeaWorld）。這類動物主題公園有較精巧的海豚館，飼養更多的鯨魚物種和附加的娛樂項目。另一新動物主題公園是在1998年，開放於佛羅里達州奧蘭多的迪士尼動物王國（Disney's Animal Kingdom）。這個商業公園是由華特迪士尼公司建立的，就公園面積來說，它類似動物主題公園(550英畝，2平方公里），但目標和外貌卻不同，因為它包含了比典型動物園更多的娛樂和消遣元素。

## 外部連結
- 臺北市立動物園 （页面存档备份，存于）（繁體中文）（英文）
- 新竹市立動物園 （页面存档备份，存于）（繁體中文）
- 高雄市壽山動物園 （页面存档备份，存于）（繁體中文）（英文）
- 世界各地的動物園、水族館、動物庇護所和野生公園（英文）
- 世界動物園暨水族館協會 （页面存档备份，存于）（英文）